# Huttoniidae
Huttoniidae là một họ trong bộ Nhện. Những hóa thạch của chúng đã được tìm thấy từ kỷ Phấn trắng (Campanian) hổ phách Alberta và Manitoba, Canada, mở rộng tuổi địa chất được biết đến trở lại Huttoniidae khoảng 80 triệu năm. Họ này đã được chia từ các họ Zodariidae vào năm 1984, Forster & Platnick.
Mặc dù chỉ có một loài được mô tả (Huttonia palpimanoides), vẫn có khoảng 20 loài chưa được mô tả, tất cả các từ New Zealand (Forster & Forster, năm 1999).